# Хетерофилија
Хетерофилија је појава да се листови на једној биљци (на истом или различитим изднацима) међусобно разликују по облику.

## Примери
Ова појава је честа код водених биљака. Лишће које је потопљено је у виду трака или конца, док је оно изнад воде цело. Такав је случај код врста Ranunculus aquaticus, Sium latifolium и Trapa natans. Код друге врсте љутића (Ranunculus auricomus) је такође запажена ова појава, иако је то шумска биљка. Такође и код дуда и бршљана, а од папрати код Platycerium alcicorne.

## Значај
Док је код водених биљака значај хетерофилије јасан, код оних које живе ван водене средине није. Наиме, лишће које је потопљено је рецкаво (дељено) како би се повећала асимилациона површина. Уколико се при одгајању такве биљке пупољци потопе у воду, развиће се управо такво лишће, али уколико се оставе ван воде, лишће ће бити цело.